# Nugget

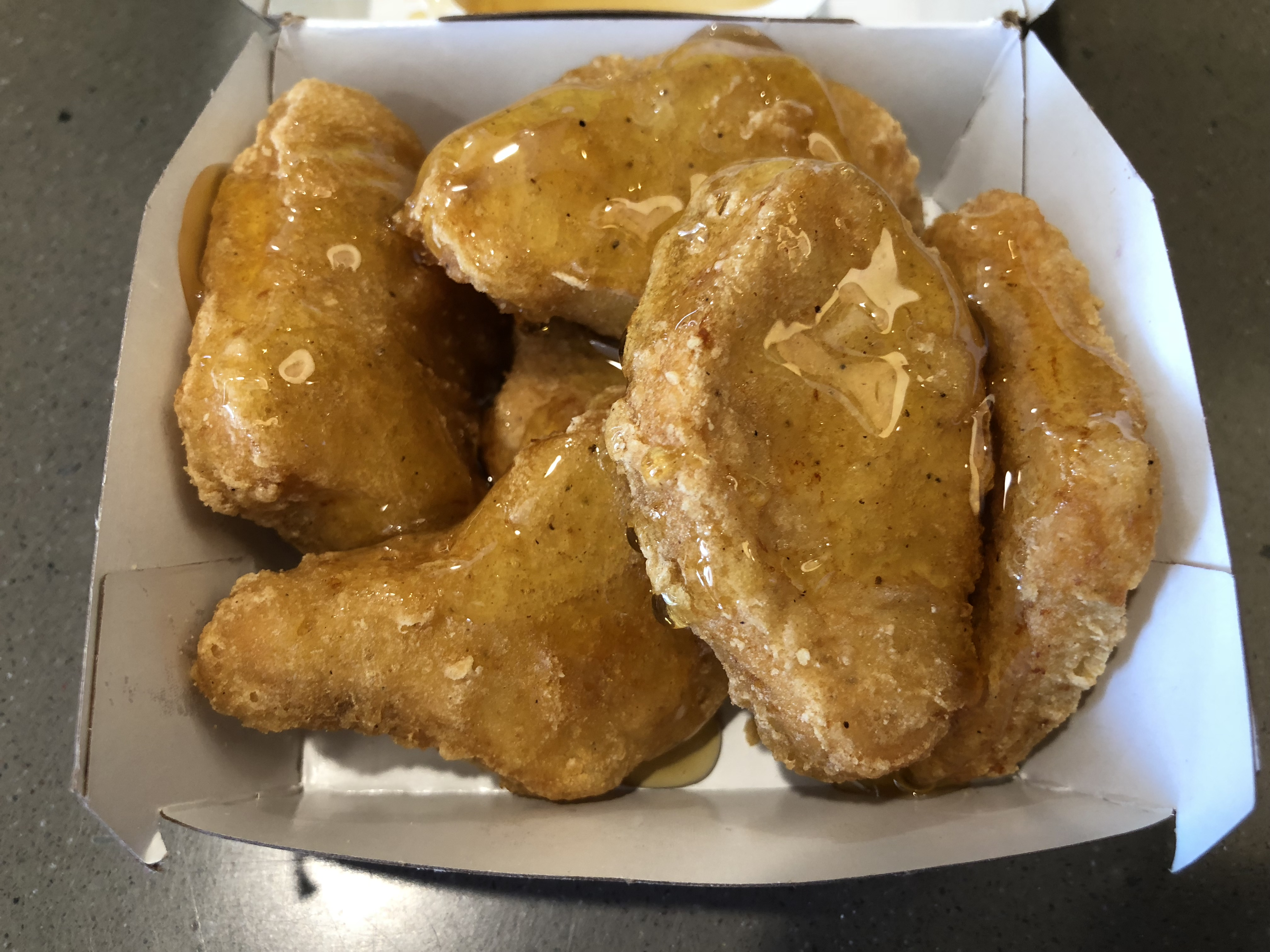
Chicken Nuggets täckta med honung på en restaurang

Nugget (nuggets i plural) är en friterad maträtt som kan innehålla kyckling (kycklingnugget) eller fisk (fisknugget). Den kan även ha vegetariska ingredienser.
Friterade kycklingbitar (engelska: chicken nuggets) är små bitar av kycklingkött som doppats i frityrsmet och sedan friterats. De friterade kycklingbitar som säljs i butiker och serveras i snabbmatsrestauranger består dock oftast av processat kycklingkött (malt kycklingkött som blandas med tillsatser och sedan formas till bitar).
En snarlik produkt är panerade kycklingbitar, som består av panerade och därefter friterade eller ugnsbakade kycklingbitar (av ren kyckling eller processat kycklingkött). Även sådana produkter marknadsförs ofta i Sverige som "chicken nuggets" eller "kycklingnuggets". Det finns belägg för nugget i det svenska språket från 1996.
Friterade kycklingbitar serveras på många snabbmatsrestauranger, men kan även köpas frysta och tillagas i hemmet. De äts ofta med fingrarna och kan doppas i sås, exempelvis sötsur sås.
Tekniken att skapa industriellt tillverkade friterade kycklingbitar, baserade på processat kycklingkött, uppfanns av Robert C. Baker, forskare på Cornell University, på 1950-talet. Problemet hade varit att få malt kycklingkött att hålla samman under både frysning och tillagning. Efter många misslyckade försök kom Baker fram till en metod som fungerade. Kycklingköttet blandades med bland annat vinäger och mjölkpulver för att sedan doppas i en smet av ägg och mjöl innan tillagning. Den färdiga produkten gav han namnet chicken crispies. Baker ville inte ta patent på den, utan delade istället receptet med många företag. Därför tjänade han ingenting på just den upptäckten. Produkten populariserades efter 1979 när snabbmatskedjan McDonald’s började sälja den under varunamnet Chicken McNuggets.